# Оздоровительные системы
Оздоровительные системы — системы теоретических знаний и практических методов, обеспечивающих сохранение здоровья, формирования здорового образа жизни.
Системы могут включать в себя физические упражнения и комплексы гимнастики, правила рационального питания и нравственные постулаты, психологические практики, принципы организации здорового образа жизни, различные виды единоборств и массаж.
Составляющие оздоровительных систем:
- Физические упражнения и комплексы гимнастики;
- Рациональное питание;
- Психологические практики (методы, упражнения) релаксации;
- Нравственные постулаты (правила);
- Здоровый (крепкий) сон.